# Paul Gorguloff

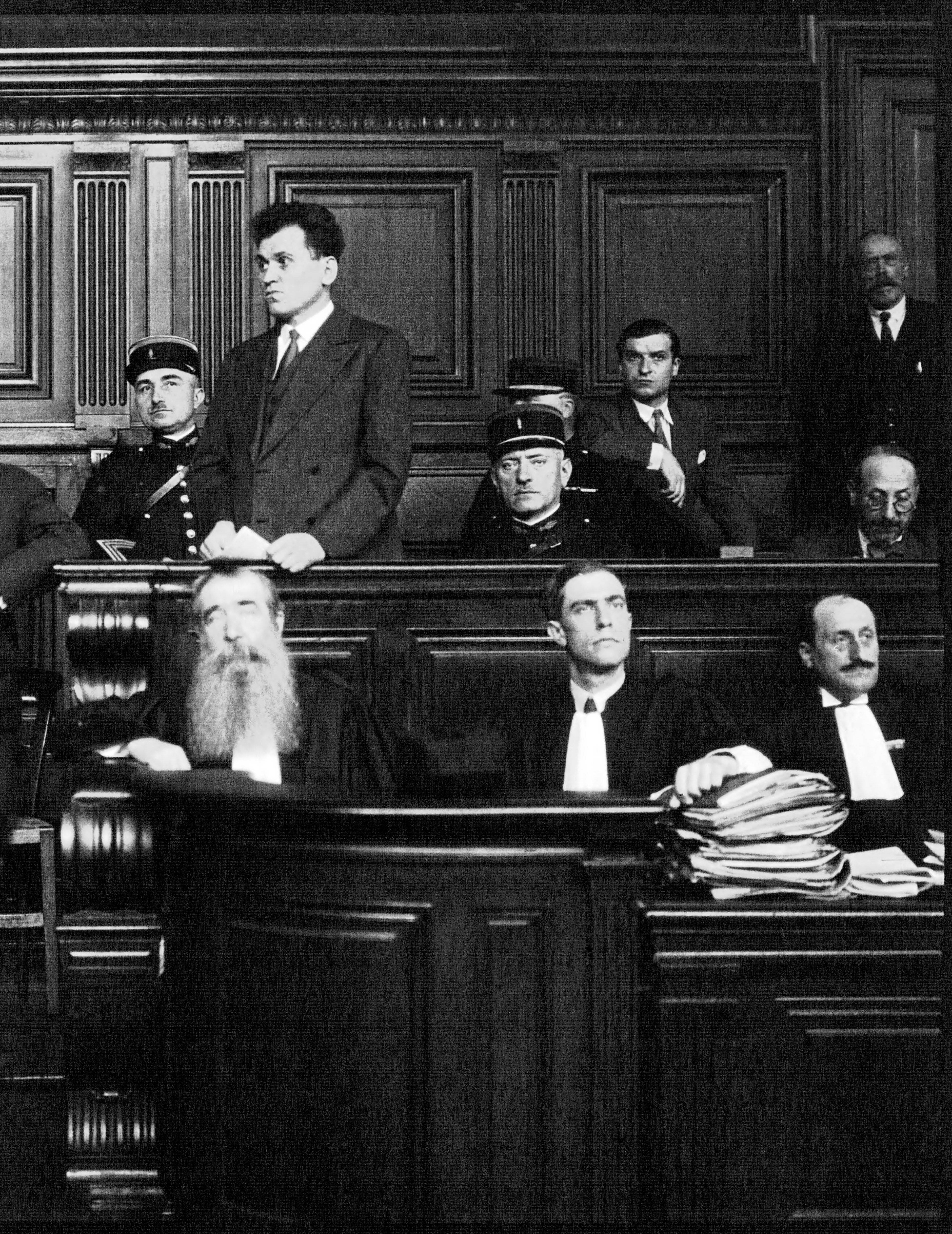
Paul Gorguloff podczas procesu

Paul Gorguloff, właśc. Pawieł Timofiejewicz Gorgułow (ur. 29 czerwca 1895, zm. 14 września 1932 w Paryżu) – rosyjski emigrant we Francji, zabójca prezydenta Francji Paula Doumera. 
Był białogwardzistą. 6 maja 1932 strzelił do prezydenta, podczas gdy ten otwierał targi książek w Paryżu, z których dochód miał być przeznaczony na potrzeby weteranów wojennych. Doumer zmarł dzień później, zaś zabójca, schwytany na miejscu, został osądzony. Na procesie jego adwokaci usiłowali przedstawić go jako osobę niepoczytalną, aby uchronić swego klienta przed karą śmierci, jednakże zachowanie się podsądnego zadało kłam tej tezie; sam oświadczył, iż działał z premedytacją. Skazano go na śmierć, nowy prezydent Albert Lebrun nie skorzystał z prawa łaski. Gorguloff został zgilotynowany 14 września 1932 w Paryżu.
Według jego własnych słów, zastrzelił prezydenta Francji aby zaprotestować przeciwko "bierności Francji wobec bolszewizmu".